# トランサックア
トランサックア（イタリア語: Transacqua）は、イタリア共和国トレンティーノ＝アルト・アディジェ州トレント自治県プリミエーロ・サン・マルティーノ・ディ・カストロッツァの分離集落（フラツィオーネ）。
かつては独立の自治体（コムーネ）であったが、2016年1月1日に近隣のフィエーラ・ディ・プリミエーロ、シロール、トナディーコと合併し、新自治体の一部となった。

## 地理

### 位置・広がり
トレント自治県北東部、ヴァッレ・ディ・プリミエーロに位置する集落。フィエーラ・ディ・プリミエーロ（自治体の中心地区でありヴァッレ・ディ・プリミエーロの中心集落でもある）からは北へ1km、県都トレントから東北東へ56kmの距離にある。

#### 隣接コムーネ
隣接するコムーネは以下の通り。
- シロール
- サグロン・ミス
- メッツァーノ
- チェジオマッジョーレ (BL)
- トナディーコ
- フィエーラ・ディ・プリミエーロ

## 住民

### 言語
| 少数言語話者の割合（2011年） | 少数言語話者の割合（2011年） | 少数言語話者の割合（2011年） | 少数言語話者の割合（2011年） | 少数言語話者の割合（2011年） |
| ---------------------------- | ---------------------------- | ---------------------------- | ---------------------------- | ---------------------------- |
|                              |                              |                              |                              |                              |
| ラディン語                   | ラディン語                   |                              | 0.7%                         | 0.7%                         |
| モケーニ語                   | モケーニ語                   |                              | 0.0%                         | 0.0%                         |
| チンブロ語                   | チンブロ語                   |                              | 0.0%                         | 0.0%                         |

2011年10月9日に行われた国勢調査によれば、若干のラディン語話者がいる。